# Tretanorhinus variabilis
Espèce
Synonymes
- Helicops wagleri Jan, 1863
- Tretanorhinus insulaepinorum Barbour, 1916

Tretanorhinus variabilis  est une espèce de serpents de la famille des Dipsadidae.

## Répartition
Cette espèce se rencontre à Cuba, île de la Jeunesse comprise et dans les îles Caïmans.

## Liste des sous-espèces
Selon The Reptile Database (29 août 2013) :
- Tretanorhinus variabilis binghami Schwartz & Ogren, 1956
- Tretanorhinus variabilis insulaepinorum Barbour, 1916 - île de la Jeunesse
- Tretanorhinus variabilis lewisi Grant, 1941 - îles Caïmans
- Tretanorhinus variabilis variabilis Duméril, Bibron & Duméril, 1854
- Tretanorhinus variabilis wagleri (Jan, 1863)

## Publications originales
- Barbour, 1916 : The Reptiles and Amphibians of the Isle of Pines. Annals of the Carnegie Museum, vol. 10, p. 297-308 (texte intégral).
- Duméril, Bibron & Duméril, 1854 : Erpétologie générale ou histoire naturelle complète des reptiles. Tome septième. Première partie, p. 1-780 (texte intégral).
- Grant, 1941 "1940" : The herpetology of the Cayman Islands. Bulletin of the Institute of Jamaica, Science Series, vol. 2, p. 1-56.
- Jan, 1863 : Elenco Sistematico degli Ofidi descriti e disegnati per l'Iconografia Generale. Milano, A. Lombardi, p. 1-143 (texte intégral).
- Schwartz & Ogren, 1956 : A collection of reptiles and amphibians from Cuba, with the description of two new forms. Herpetologica, vol. 12, no 2, p. 91-110.